# Efebia
Efebia es un país ficticio mencionado en Pirómides (título original Pyramids, 1989), la séptima novela del Mundodisco, escrita por Terry Pratchett.

## Características
Efebia se encuentra en constantes conflictos con Espadarta, pero Djelibeibi sirve de barrera para impedir una guerra al encontrarse entre ambos. Sin embargo, cuando Djelibeibi desaparece, Efebia y Espadarta entran en un conflicto que se inicia cuando los efebienses se esconden dentro de un animal de granja hecho de madera para infiltrase en la base de Espadarta —una parodia de la Iliada; en la saga de Mundodisco, las parodias son muy comunes—.
Efebia está mayormente conformado por filósofos. Su gobernante es denominado tirano y es elegido por el pueblo cada cinco años. Sus habitantes creen que todo el mundo tiene derecho al voto, excepto los pobres, los extranjeros o los no calificados para votar, como los locos, los frívolos y las mujeres. La gente vota a la persona que cree más apropiada para el cargo, pero todo el mundo tiene asumido que el tirano, una vez electo, resultará ser un loco, ávido de poder. Lo curioso es que, cinco años después, vuelven a elegir uno igual que el anterior.
Según lo que se relata en Dioses menores (1992), la decimotercera novela de la saga, Efebia tuvo una gran biblioteca que fue quemada por Didáctilos —una parodia de lo que le ocurrió a la Biblioteca de Alejandría—, pero todos sus documentos se guardaron en la memoria de Brutha. En algún momento de su historia, Efebia también tuvo un conflicto con Omnia, lo cual es relatado en Dioses menores.